# 花山院愛徳
花山院 愛徳（かさんのいん よしのり）は、江戸時代中期から後期にかけての公卿・能書家。権大納言・中山栄親の次男。権大納言・花山院長熙の養子。官位は従一位・右大臣。花山院家29代当主。

## 経歴
宝暦9年（1759年）に叙爵。明和6年（1769年）に中山家から花山院家に養子に入った。その後、侍従・左近衛少将・左近衛中将を経て、安永3年（1774年）に従三位・権中納言となり、公卿に列する。同年、踏歌節会外弁。天明5年（1785年）には権大納言に任命される。
寛政11年（1799年）には右近衛大将・右馬寮御監となり、文化11年（1814年）に内大臣に任命された。翌年に内大臣を辞すが、従一位を授与される。文政3年（1820年）右大臣に任じられるも同年に辞職した。

## 系譜
- 父：中山栄親 - 権大納言
- 母：勧修寺高顕娘
- 養父：花山院長熙
- 正室：富 - 伊達村候娘
- 継室：静子 - 八重、蜂須賀重隆娘
  - 男子：花山院家厚
- 生母不明の子女
  - 男子：今城定章 - 今城家10代